# Jean Piccard

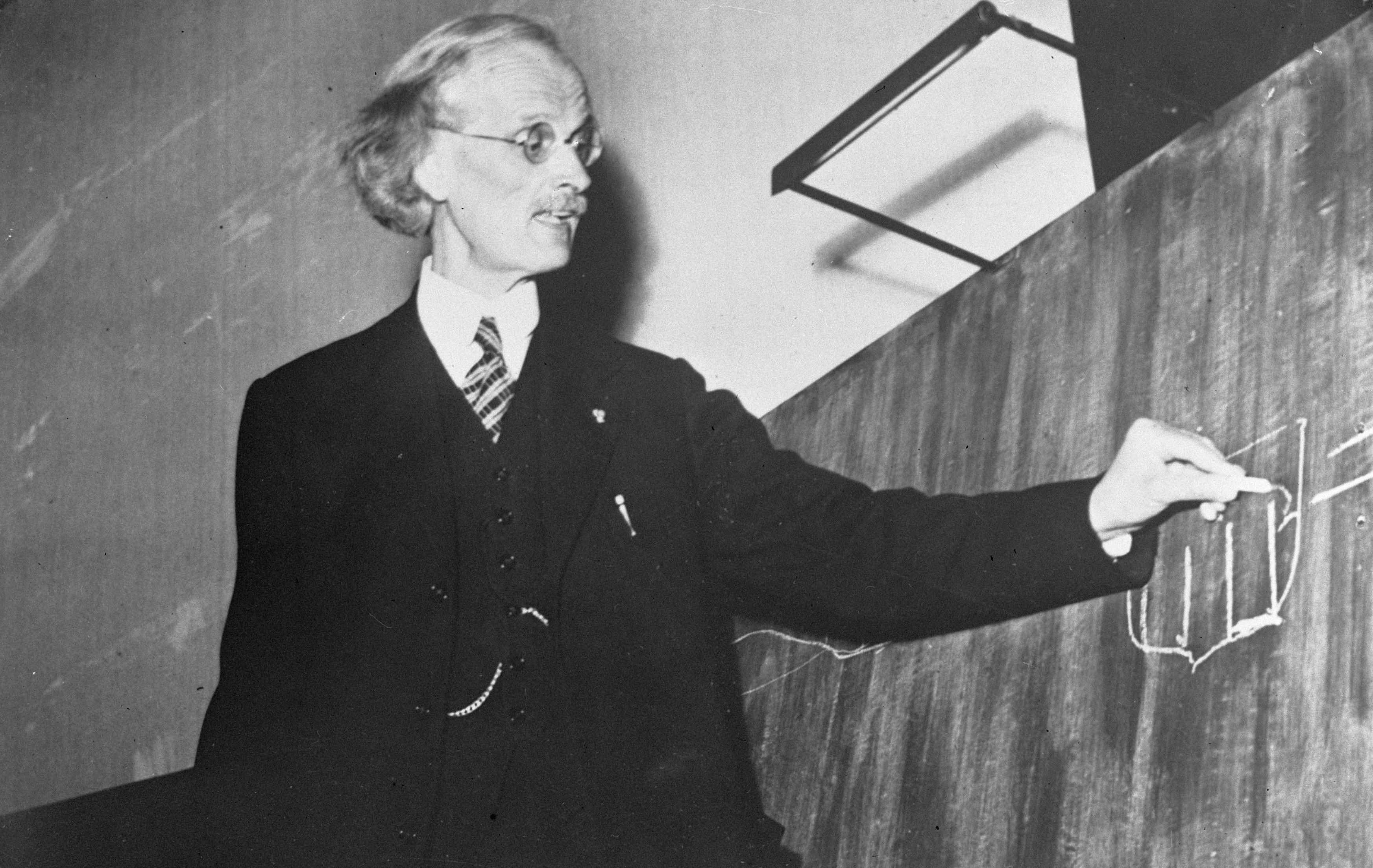
Professor Jean Piccard op 1 juli 1946

Jean Felix Piccard (Bazel, 28 januari 1884 - Minneapolis (Minnesota), 28 januari 1963) was een van origine Zwitserse chemicus, ingenieur, hoogleraar en ballonvaarder op grote hoogte. Hij onderzocht geclusterde hoogteballons, en was samen met zijn echtgenote Jeannette de uitvinder van de plastic ballon. Zijn uitvindingen en bijdragen aan uitvindingen worden gebruikt in de ballonvaart, de luchtvaart en de ruimtevaart. Hij vond o.a. een manier om de temperatuur te regelen binnen de capsule die onder een ballon hangt. De capsule had daartoe twee kleuren, zwart en wit. Met een ventilator in de capsule werd langs de zwarte / witte wanden lucht geblazen om de temperatuur te doen stijgen / dalen.
Piccard nam in 1931 de Amerikaanse nationaliteit aan. Hij was de tweelingbroer van Auguste Piccard. Zijn onderzoekswerk wordt tot op heden door zijn neef Bertrand Piccard voortgezet.

## Galerij

Zwitserse Ballon Versuchs Kompanie WWI, linksboven Jean en rechts Auguste
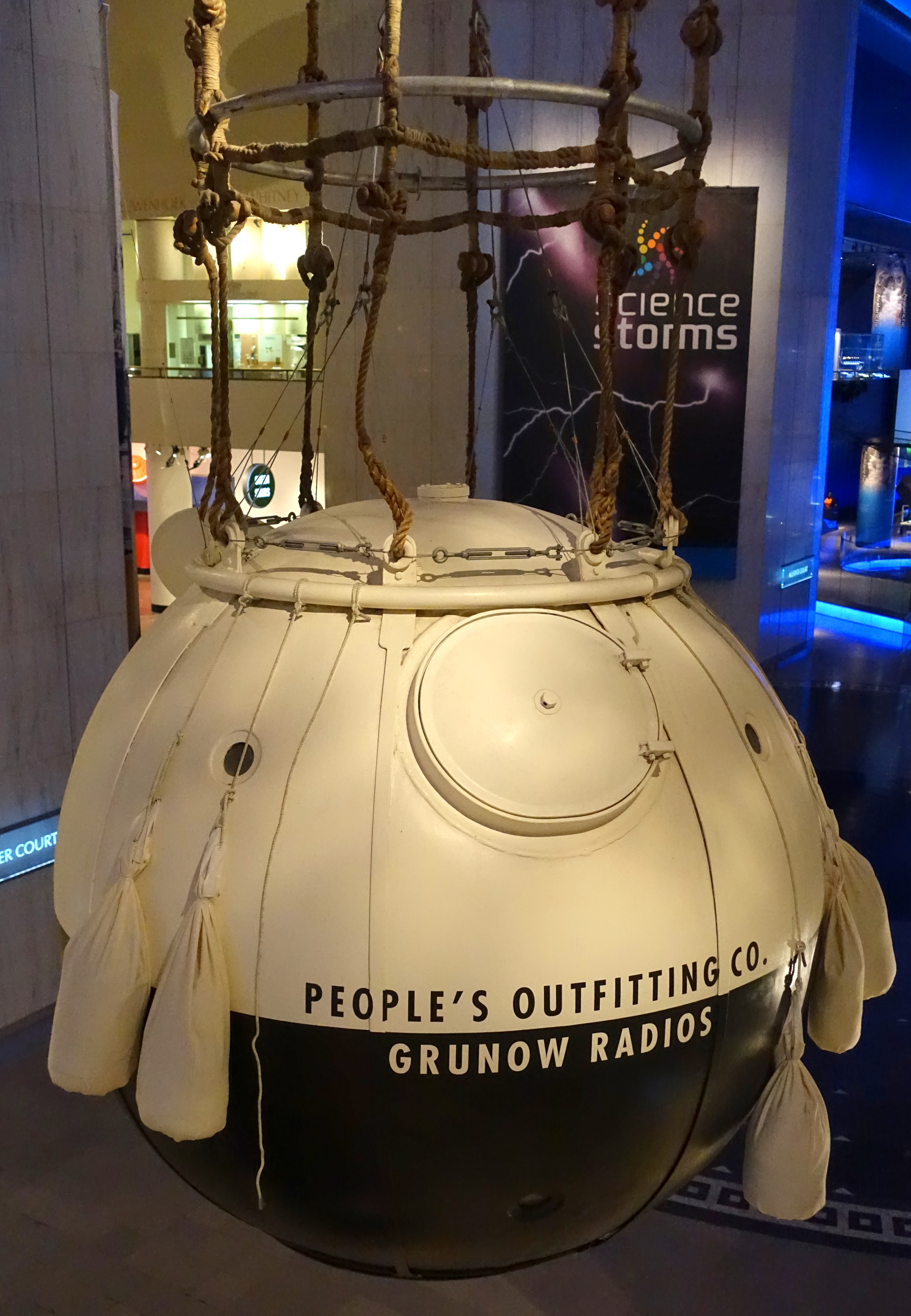
Gondel van Piccard, circa 1931
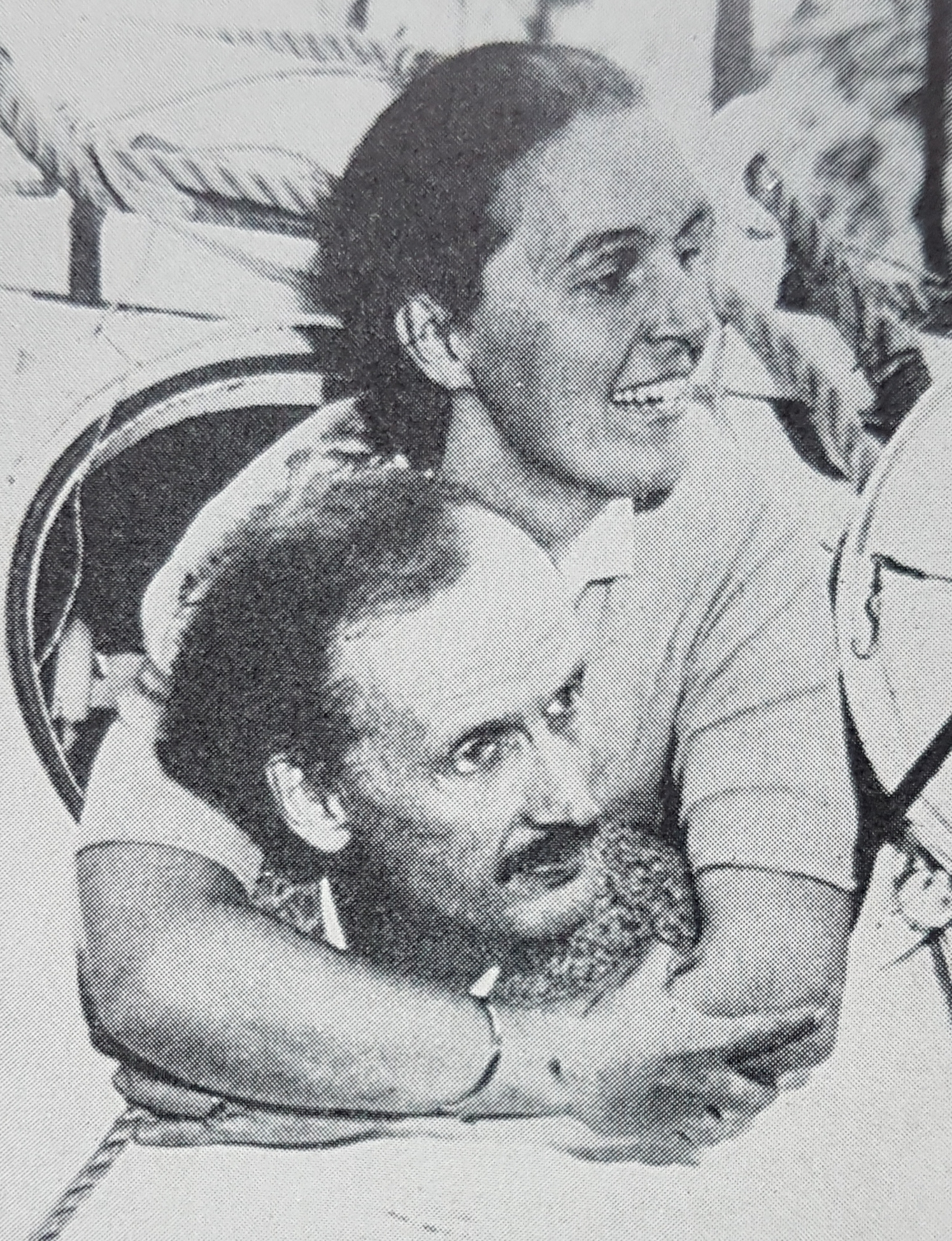
Jean en Jeanette Piccard
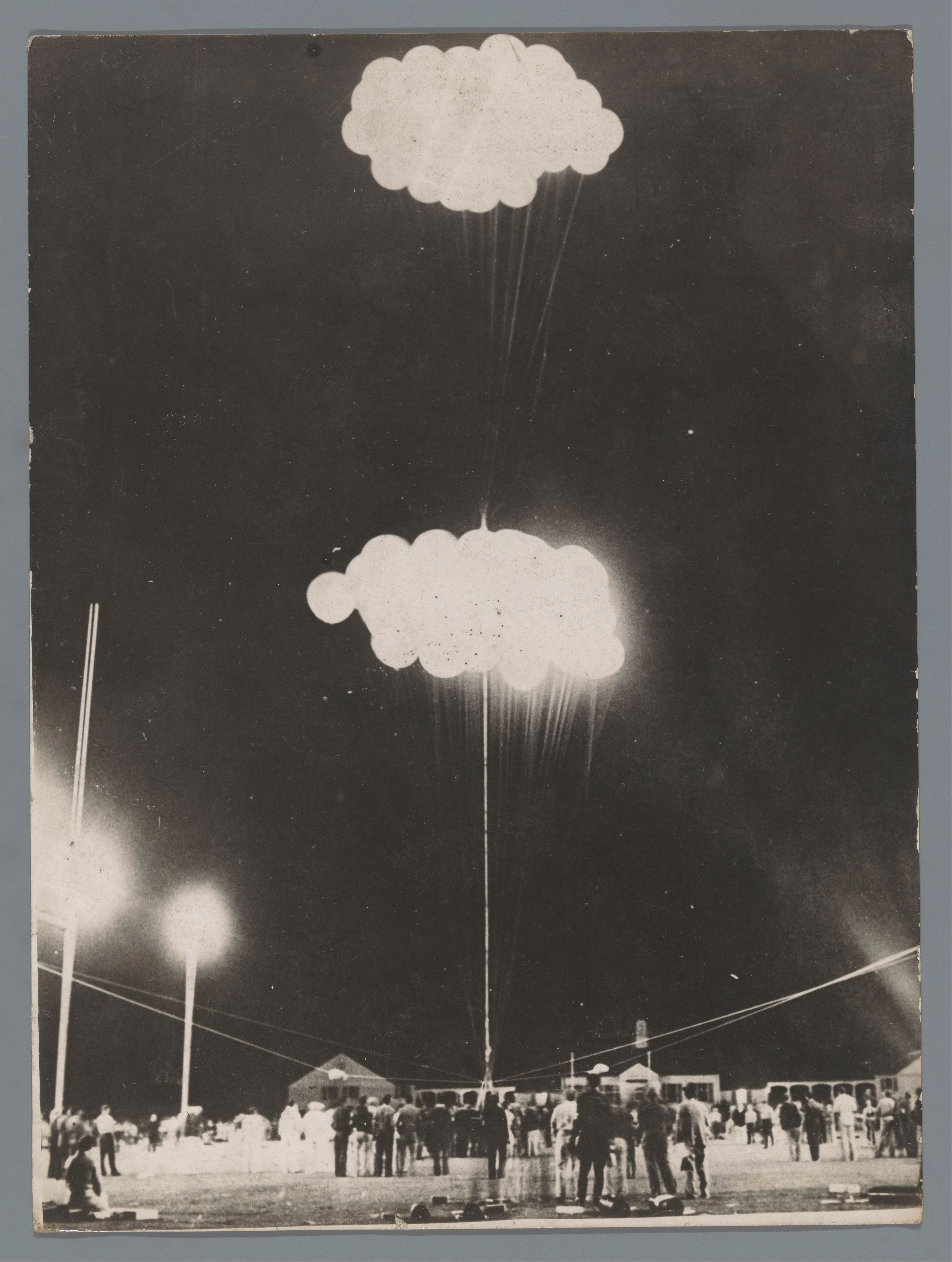
Experiment met plastic hoogte-ballonnen, Rochester 27 juli 1937